# آنا ماریا حوا
آنا ماریا حوا (انگلیسی: Anna Maria Hawa) یک بازیگر است که بیشتر با بازی در نقش خواهر عمر در فیلم عمر ساختهٔ هانی ابواسعد که در جوایز اسکار ۸۶ام توانست به فهرست نامزدهای جایزه اسکار بهترین فیلم غیر انگلیسی‌زبان راه یابد
، و همچنین بازی در فیلم وراثت ۲۰۱۲ شناخته می‌شود.

## فیلم شناسی
- عمر (۲۰۱۳)
- وراثت (۲۰۱۲)